# Trachyxiphium subfalcatum
Trachyxiphium subfalcatum är en bladmossart som beskrevs av William Russell Buck 1987. Trachyxiphium subfalcatum ingår i släktet Trachyxiphium och familjen Hookeriaceae. Inga underarter finns listade i Catalogue of Life.